# Edyta Jasińska
Edyta Jasińska (Lubań, 29 de noviembre de 1986) es una deportista polaca que compite en ciclismo en la modalidad de pista, esoecialista en la prueba de persecución por equipos.
Ganó dos medallas de plata en el Campeonato Europeo de Ciclismo en Pista, en los años 2012 y 2013.
Participó en los Juegos Olímpicos de Río de Janeiro 2016, ocupando el octavo lugar en la prueba de persecución por equipos.

## Medallero internacional
| Campeonato Europeo | Campeonato Europeo        | Campeonato Europeo | Campeonato Europeo      |
| Año                | Lugar                     | Medalla            | Competición             |
| ------------------ | ------------------------- | ------------------ | ----------------------- |
| 2012               | Panevėžys ( Lituania)     | Medalla de plata   | Persecución por equipos |
| 2013               | Apeldoorn ( Países Bajos) | Medalla de plata   | Persecución por equipos |